# Console dédiée
 (janvier 2018).
Si vous disposez d'ouvrages ou d'articles de référence ou si vous connaissez des sites web de qualité traitant du thème abordé ici, merci de compléter l'article en donnant les références utiles à sa vérifiabilité et en les liant à la section « Notes et références ».

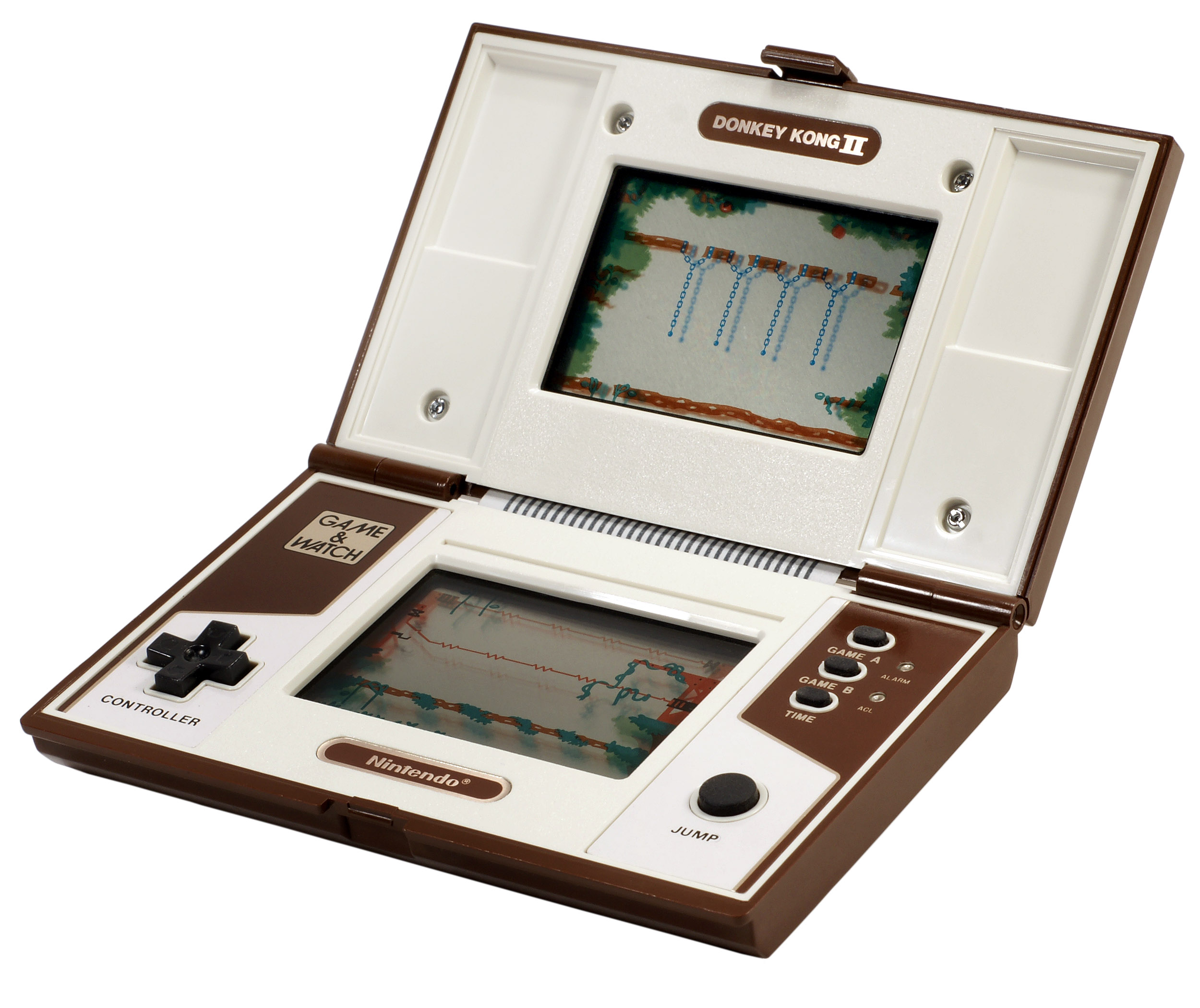
Une console Game and Watch de Nintendo.

Une console dédiée est une console de jeux vidéo conçue uniquement pour faire fonctionner un ou plusieurs jeux intégrés. À ce titre, une console dédiée ne dispose pas de port permettant l'insertion d'une cartouche, d'un disque optique ou de tout autre support de jeu. La console portable Game and Watch ou la console dite Mini NES sont toutes deux des consoles dédiées.

## Histoire

### Les premières consoles dédiées

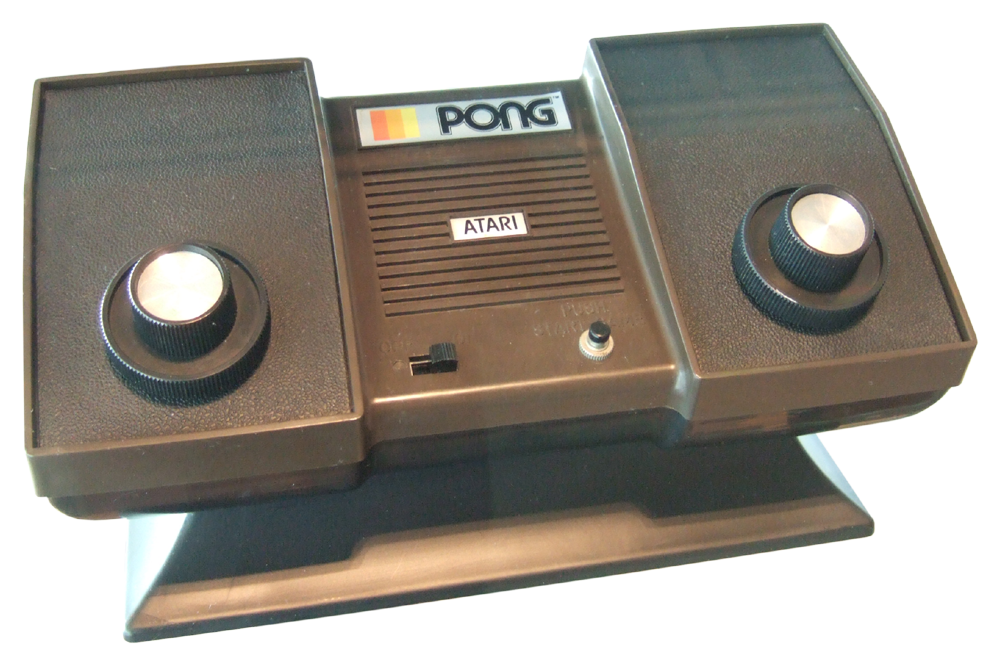
La console Atari Pong est une console dédiée.

Le principe de console dédiée précède celui des consoles multi-jeux. En effet, les toutes premières consoles étaient dédiées, et ne pouvaient faire fonctionner qu'un petit nombre de jeux, si ce n'est un jeu unique. C'était le cas de Pong et de ses imitations. Les premières consoles dédiées ne peuvent pas être qualifiées d'ordinateurs (dans lequel un processeur exécute un logiciel), car elles contiennent une logique de jeu câblée.
Les années 1970 voient la multiplication des consoles fonctionnant avec des cartouches de jeu, la première d'entre elles étant la Fairchild Channel F. Ce modèle est central chez les consoles de deuxième génération, notamment grâce au succès de l'Atari 2600. Quelques constructeurs, tels que Coleco, conçoivent toujours des consoles dédiées (par exemple, la Mini-Arcade), et gardent une faible présence dans leur marché d'origine jusqu'au krach de 1983.
Par la suite, les consoles majeures de l'histoire du jeu vidéo ont incarné le modèle opposé. Historiquement, les consoles Nintendo (jusqu'à la GameCube) et Sega (jusqu'à la Saturn) acceptaient les cartouches. Le disque optique se popularise vers la seconde moitié des années 1990, avec la PlayStation, et s'impose comme le support de stockage majoritaire de la cinquième génération de consoles et des générations suivantes.

### Les consoles dédiées modernes

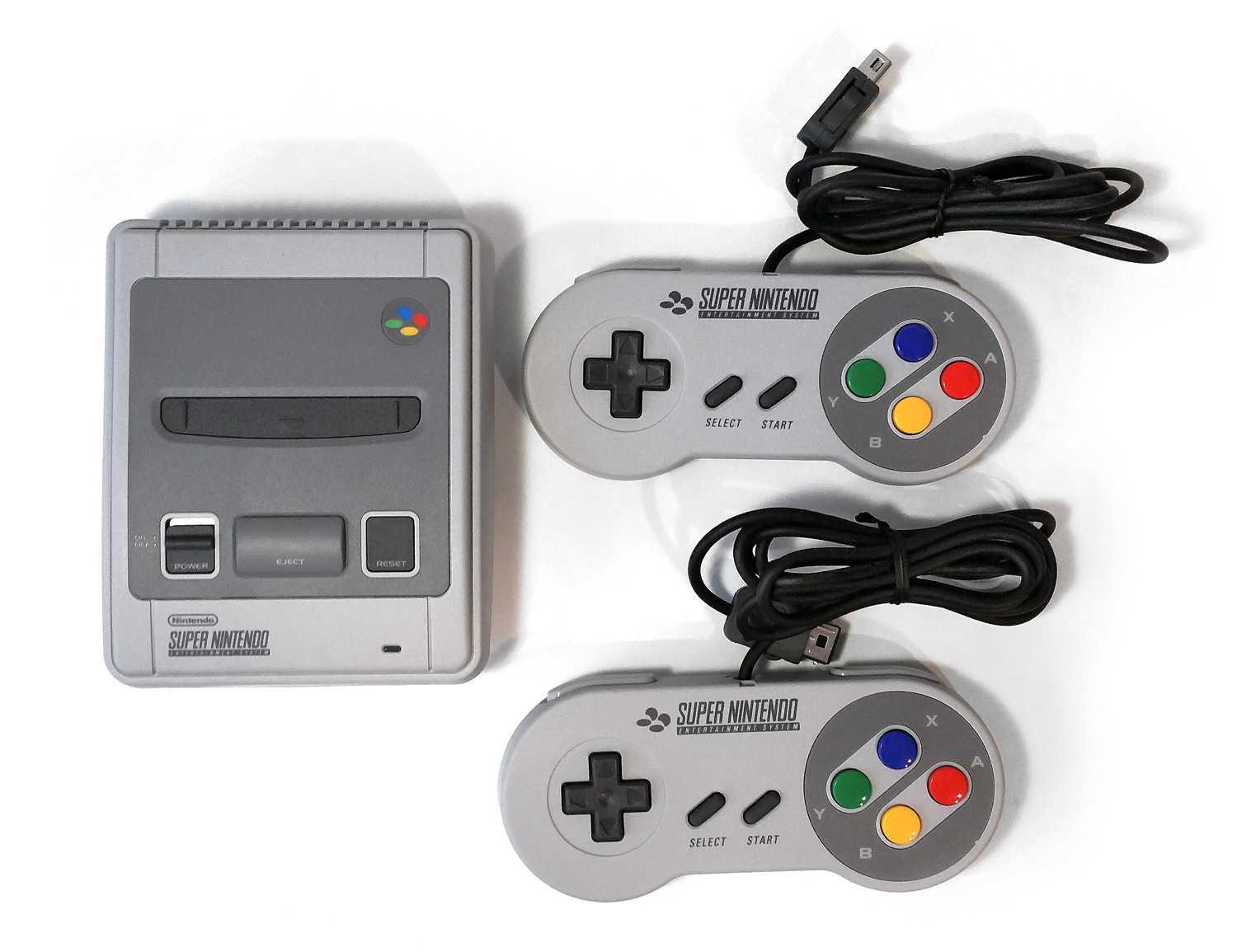
Une SNES Classic Edition. L'emplacement prévu pour une cartouche est caché par un faux clapet.

Les consoles dédiées sont absentes de la troisième, la quatrième et la cinquième génération de consoles. La sixième génération voit leur timide retour avec la sortie de l'Activision TV Games de Toymax (2001), et de l'Atari 10-in-1 (2002). En 2002, l'entreprise Tectoy, qui distribue les produits Sega au Brésil, sort une nouvelle version de la Master System avec de nombreux jeux préinstallés. La console n'est pas dédiée à proprement parler, car elle permet également l'utilisation de cartouches. Tectoy produit également une version portable et dédiée de la Mega Drive, avec un écran à cristaux liquides et plusieurs jeux préinstallés, sans port matériel.
En 2004, Atari sort l'Atari Flashback, une Atari 7800 miniaturisée et dédiée. Elle est basée sur l'électronique de la NES et fait tourner des jeux Atari. L'Atari Flashback 2, quant à elle, se base sur de l'électronique propre à l'entreprise. Elle comporte des jeux préinstallés conçus par des programmeurs amateurs, ainsi que des jeux rétro de la firme. Par la suite, Atari produit nombre d'autres consoles Atari Flashback (voir l'article dédié). D'autres consoles dédiées voient le jour, telles la NES Classic Edition et la SNES Classic Edition de Nintendo (respectivement sorties en 2016 et 2017), et certaines consoles Retro-Bit. Ces consoles se limitent au marché du retrogaming, et permettent d'émuler d'anciens jeux sous une forme similaire aux anciennes consoles. Les consoles dédiées modernes, contrairement aux premières consoles dédiées, disposent d'un processeur, et de jeux intégrés sous forme logicielle (en mémoire morte).

## Types de consoles dédiées

### Bornes d'arcade
S'inspirant des jeux électriques sans écran, tels que les flippers, les bornes d'arcades, avec monnayeur ou destinées à un usage privé, étaient souvent dédiées à un ou plusieurs jeux préintégrés, et ne pouvaient pas accueillir de cartouche ROM. Même si certaines bornes d'arcade modernes, telles que Dance Dance Revolution X de Konami ou Half-Life 2: Survivor de Valve peuvent accueillir périphériques de stockage (permettant ainsi d'exporter ou d'importer des sauvegardes ou des données de niveau modifiées), elles ne peuvent pas faire fonctionner d'autres jeux. Une borne d'arcade dédiée se présente sous la forme d'une cabine pourvue d'un écran, d'une table de contrôleurs et d'assortiments variables, additionnés d'une console ou d'un ordinateur caché.

### Consoles portables

#### Jeux électroniques
Nés dans les années 1970, les jeux électroniques, qui sont des consoles de jeux vidéo dédiées, sont considérés comme précurseurs aux consoles portables modernes. Parmi les premières consoles portables dédiées, on trouve Auto Race (1976) et Electronic Football (1977), de Mattel. Une console portable dédiée ne peut faire fonctionner qu'un nombre limité de jeux. Elle possède un boîtier compact, contenant le circuit intégré et comportant plusieurs boutons. Elle comporte également un écran simple, parfois fluorescent, parfois à cristaux liquides, les plus anciennes utilisant des écrans encore plus primitifs, fonctionnant grâce à des lampes à incandescence ou des diodes. La série Game and Watch de Nintendo a contribué à populariser les consoles portables dédiées dans les années 1980.

#### Consoles Joypad
Des consoles dédiées ont été conçues pour des jeux de pêche, avec un boîtier en forme de canne à pêche. D'autres consoles ont pris la forme d'un pistolet optique ou d'un arc, dans le cadre de jeux de tir.

#### Consoles montres
Popularisées dans les années 1980, les montres de jeu sont des jeux électroniques miniatures fixés sur un bracelet, ressemblant à une montre-bracelet,. Le jeu est affiché sur un écran LCD situé à la place du cadran, et les montres de jeu disposent d'un ou plusieurs boutons, leur design variant d'un jeu à l'autre.

### Consoles Plug and Play

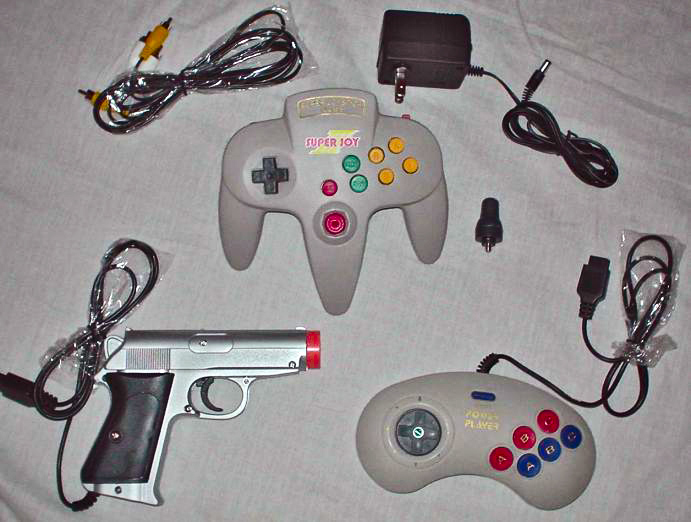
Plusieurs consoles Power Player Super Joy III.

Les consoles Plug and Play sont différentes des consoles dédiées, dans le sens où dans le cas des premières, la console est directement intégrée dans la manette. La plupart des consoles de salon dédiées modernes sont qualifiées de Plug and Play car la technologie moderne permet à une manette de jeu de contenir toute l'électronique et tous les logiciels nécessaires à son bon fonctionnement, sans avoir à dépendre d'une console séparée. Certains sont des clones d'anciennes consoles, produits en Chine et en Asie du Sud-Est, comme les Power Player Super Joy III. D'autres contiennent des jeux de licence, et sont distribués normalement en Occident.
Parmi les consoles Plug and Play, on trouve la gamme TV Games de Jakks Pacific, qui fait tourner d'anciens jeux ainsi que des jeux simples basés sur des franchises actuelles (par exemple, Bob l'éponge). Konami a également produit une gamme de Plug and Play qui fait tourner leurs jeux d'arcade classiques, tels que Frogger.